# A-bt

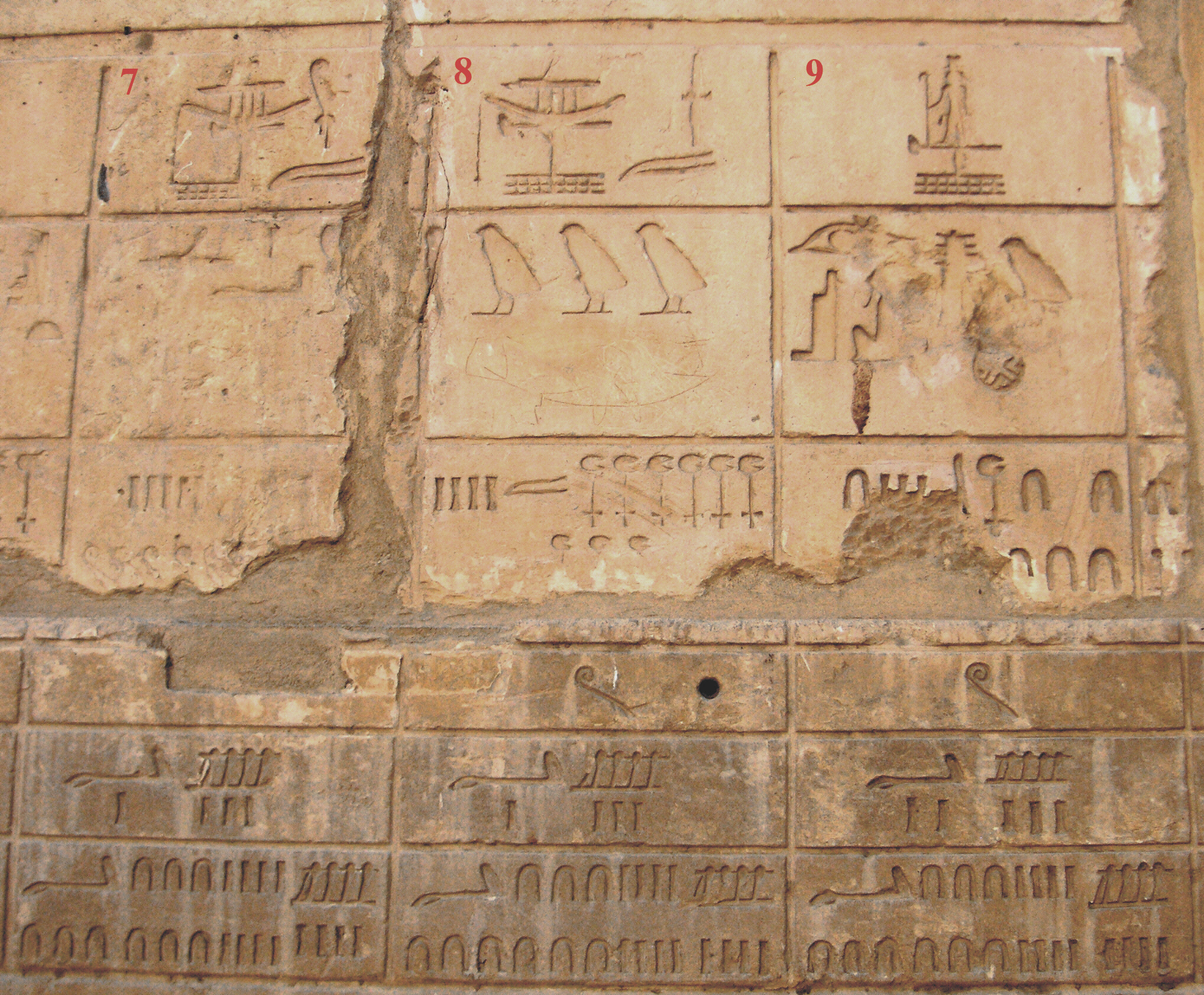
A-bt, län 8 på "Vita kapellets" vägg i Karnak.

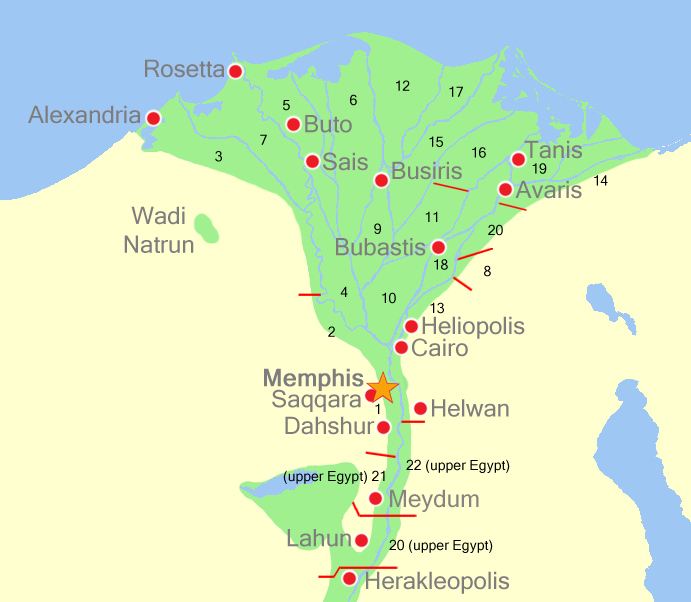
Lägeskarta över nomoi i Nedre Egypten.

A-bt ("Västspjutet", även Hui-ges iabti) var ett av de 42 nomoi (länen) i Forntida Egypten.
| T21 | R15 · R12 · N24 |

A-bt med hieroglyfer

## Geografi
A-bt var ett av de 20 nomoi i Nedre Egypten och hade nummer 8.
Länets yta var cirka 6 cha-ta (cirka 18,0 hektar, 1 cha-ta motsvarar 2,75 ha) med en längd om cirka 4 iteru (cirka 42 km, 1 iteru motsvarar 10,5 km).
Niwt (huvudorten) var Per Tem/Hermopolis (nära dagens Tell el-Maschuta) och den övriga större orten var periodvis Piemro/Naukratis (dagens Kom Gieif).
Hermopolis var tidigare del i Sap-Res, det 4:e länet i Nedre Egypten.
På Vita kapellet omnämns län 8 och län 7 tillsammans som västra och östra delen av samma län.

## Historia
Varje län styrdes av en nomark som officiellt lydde direkt under faraon.
Varje Niwt hade ett Het net (tempel) tillägnad områdets skyddsgud och ett Heqa het (nomarkens residens).
Länets skyddsgud var Atum och bland övriga gudar dyrkades främst Osiris.
Idag ingår området i guvernementet Ismailia.